# トナン (戦列艦)
トナン (Tonnant) は、フランス海軍の軍艦として就役し、イギリス海軍に鹵獲された戦列艦である。トナン級戦列艦の1番艦である。
1789年進水。ジェノヴァの海戦ののち、1798年のアブキール湾でのナイルの海戦で、ホレーショ・ネルソン提督率いるイギリス海軍に、8月1日に鹵獲され、HMS トナン となった。
英海軍では、トラファルガーの戦い、ボルティモアの戦いに参加したのち、1821年解体。